# Suginty
Suginty (lit. Suginčiai) – wieś na Litwie, na Auksztocie, w okręgu uciańskim, w rejonie malackim, siedziba gminy Suginty. Miejscowość zamieszkana przez 494 osoby (2001). W Sugintach znajduje się kościół, szkoła podstawowa i urząd pocztowy.
W 1884 na cmentarzu w Sugintach została pochowana Maria Piłsudska, której zwłoki złożono ostatecznie w krypcie mauzoleum na cmentarzu Na Rossie.